# DevilDriver
Devildriver és un grup de música format a Santa Bàrbara (Califòrnia), Estats Units, format el 2001. El seu gènere és bastant discutible; al principi es considerà Metalcore, una etiqueta que la majoria dels seus fans rebutjaren, però gràcies al seu últim àlbum The Last Kind Words se'ls considerà death metal melòdic, vegeu pàgina web: Encyclopaedia Metallum. Devildriver és el nom que donaven les bruixes a les campanes que empraven per a manipular el mal quando invocaven els seus sortilegis. Aquesta banda no és la primera de Dez Fafara (Coal Chamber), i és completada pels guitarristes Mike Spreitzer i Jeff Kendrick, el baix Jon Miller i el bateria John Boecklin.

## Discografia
- DevilDriver - 2003
- Freddy contra Jason B.S.O. - 2003
- Resident Evil: Apocalypse B.S.O. - 2004
- The Fury Of Our Maker's Hand - 2005
- Mtv2 Headbangers Ball Compilation
- The Last Kind Words - 2007
- Pray for Villains - 2009
- Beast - 2011
- Winter Kills - 2013